# T 1 (torpediniera Italia)
La T 1 è stata una torpediniera della Regia Marina, precedentemente appartenuta alle Marine austroungarica e jugoslava.

## Storia
Costruita nello Stabilimento Tecnico Triestino della città giuliana con il nome di TB 76T (poi abbreviato, dal 21 maggio 1917, in TB 76), la nave faceva parte in origine della classe «TB 74T» di torpediniere costruite per conto della Marina imperiale austroungarica.
L'armamento originario della nave era composto da due cannoni Skoda da 66/30 mm, una mitragliera da 8,3/66 mm e quattro tubi lanciasiluri da 450 mm.
In servizio nel luglio 1914, la torpediniera prese parte alla prima guerra mondiale. Tra le azioni cui prese parte si può citare quella del 10-11 giugno 1918, quando rimase coinvolta nell'impresa di Premuda: insieme alle gemelle TB 77, 78, 79 ed 80, la nave salpò da Pola per scortare nel canale d'Otranto la corazzata Szent Istvan in quella che avrebbe dovuto essere una trappola per la flotta italiana, che sarebbe uscita in mare a contrasto di un'incursione nel canale d'Otranto per poi essere circondata da un superiore numero di unità nemiche. Alle 3.15 del 10 giugno, tuttavia, la formazione austroungarica (cui si erano unite anche la corazzata Tegettoff e le sue unità di scorta), venne avvistata dai MAS italiani 15 e 21 in navigazione nei pressi di Premuda. Le due piccole unità passarono all'attacco e penetrarono nella formazione: mentre l'attacco del MAS 21, diretto contro la Teghetthoff, andò a vuoto, il MAS 15 colpì con due siluri la Szent Istvan, danneggiandola irrimediabilmente (dopo inutili tentativi di rimorchio la corazzata si capovolse ed affondò intorno alle sei del mattino). Fu proprio la TB 76, subito dopo l'attacco, a porsi all'inseguimento del MAS 15, portandosi a circa 100-150 metri di distanza nella sua scia ed aprendo il fuoco, ma la motosilurante italiana reagì con il lancio di due bombe di profondità regolate alla quota minima: la prima carica non scoppiò, mentre la seconda esplose sotto la prua della torpediniera, danneggiandola ed obbligandola a rinunciare all'inseguimento.
Conclusasi la guerra, in seguito alla dissoluzione dell'Impero austro-ungarico e con esso della k.u.k. Kriegsmarine, la TB 76 passò alla neonata Marina reale jugoslava, dove assunse la denominazione di T 1.
Negli anni venti la nave venne sottoposta a lavori di modifica, che comportarono la sostituzione dei due pezzi da 66/30 mm con altrettanti del più moderno modello da 66/50, nonché l'aggiunta di una seconda mitragliera da 8,3/67 mm.
Successivamente, in seguito ad ulteriori modifiche, uno dei due cannoni da 66/50 mm venne rimpiazzato da un pezzo Skoda «K 10» da 66/30, mentre le due mitragliere da 8,3 mm furono eliminate a favore di un'arma singola da 15/84 mm.
Il 17 aprile 1941, in seguito all'invasione della Jugoslavia, la T 1 venne catturata a Spalato dalle truppe italo-tedesche ed incorporata nella Regia Marina, mantenendo invariato il proprio nominativo.
La nave venne assegnata al V Gruppo Torpediniere con base a Spalato, formato da unità vetuste quali le torpediniere ex jugoslave T 5, T 6, T 7 e T 8, quasi altrettanto anziane, e la vecchia torpediniera/cannoniera italiana Ernesto Giovannini. Avendo un potenziale bellico ormai estremamente ridotto, venne adibita principalmente a compiti di scorta costiera nelle acque della Dalmazia. Subì la sostituzione dei due pezzi da 66 mm con due da 76/30 mm.
Dopo la proclamazione dell'armistizio di Cassibile la T 1 riuscì a raggiungere un porto alleato, evitando così la cattura da parte delle forze tedesche. Il 7 dicembre 1943 la nave venne restituita in condizioni di efficienza, a Malta, alla Marina jugoslava, continuando tuttavia ad operare sino al 1945 sotto il controllo della Royal Navy.
Nel 1945 la nave entrò in servizio a tutti gli effetti nella Jugoslavenska ratna mornarica ed il 18 maggio 1949, riclassificata unità da pattugliamento, assunse la nuova denominazione di PBR 91 Golešnica.
Adibita poi a compiti di nave scuola e posta in riserva nel 1955, la nave venne radiata nell'ottobre 1959. Nel 1960 l'ex Golešnica, trasformata in nave bersaglio, venne affondata durante un'esercitazione nella baia di Cattaro.